# Onet.pl

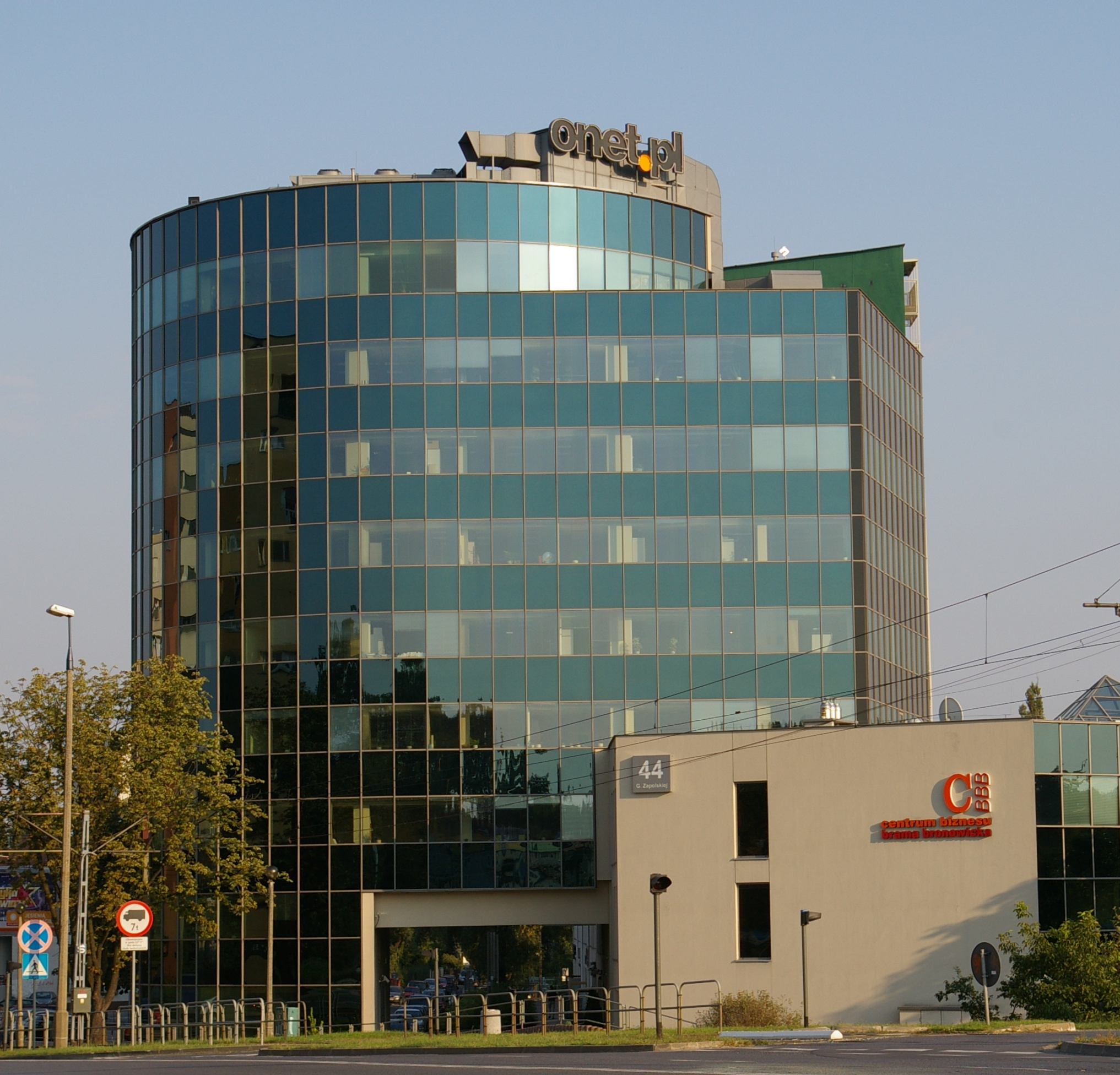
Firmensitz von Onet.pl in Krakau

Onet.pl S.A. (ehemals Optimus Net) ist ein im Juni 1996 gegründetes, polnisches Internetunternehmen, das mittlerweile der ITI-Gruppe angehört. Das Unternehmen betreibt das größte polnische Internetportal, Onet.pl.
Das Internetportal Onet.pl wurde 1996 durch das polnische Computerunternehmen Optimus unter dem Namen Optimus Net gegründet. Seit 2012 gehört Onet.pl mehrheitlich zur Ringier Axel Springer Media AG.
Onet.pl bietet heute Informationen zu Themen wie nationale und internationale Politik, Sport, Musik und Kultur. Außerdem stehen Foren und Chaträume zur Verfügung. Im Juni 2005 unterschrieb Onet.pl einen Vertrag mit Skype Technologies, der dem Internetunternehmen die Möglichkeit gab, eine eigene Skype-Version anzubieten (OnetSkype). Heute (Stand März 2011) ist Onet.pl nach der polnischen Version von Google die zweitmeistbesuchte Webseite Polens.